# Tirol (Bundesland)

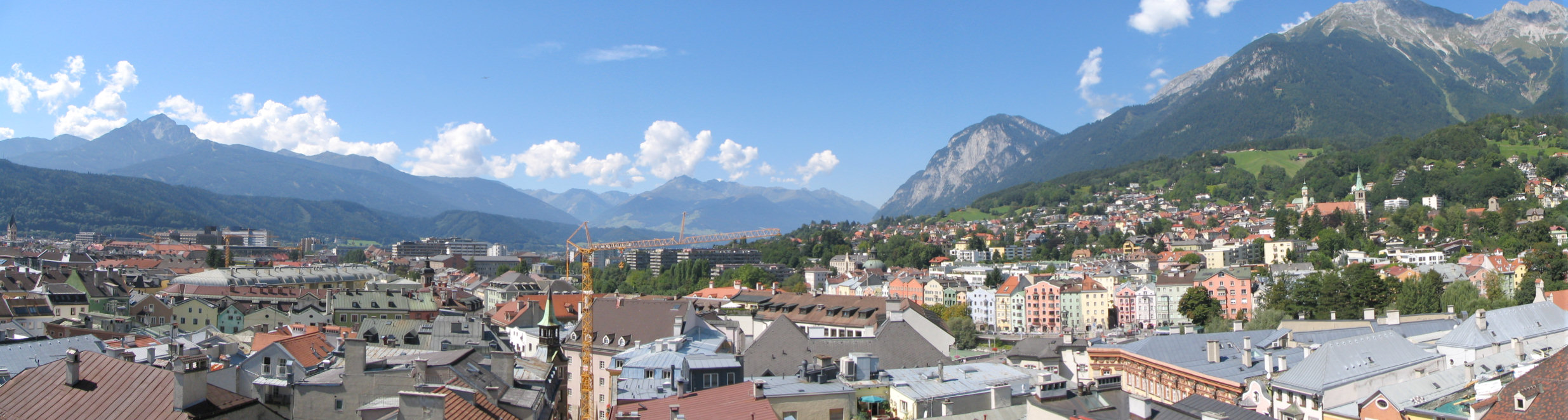
Innsbruck

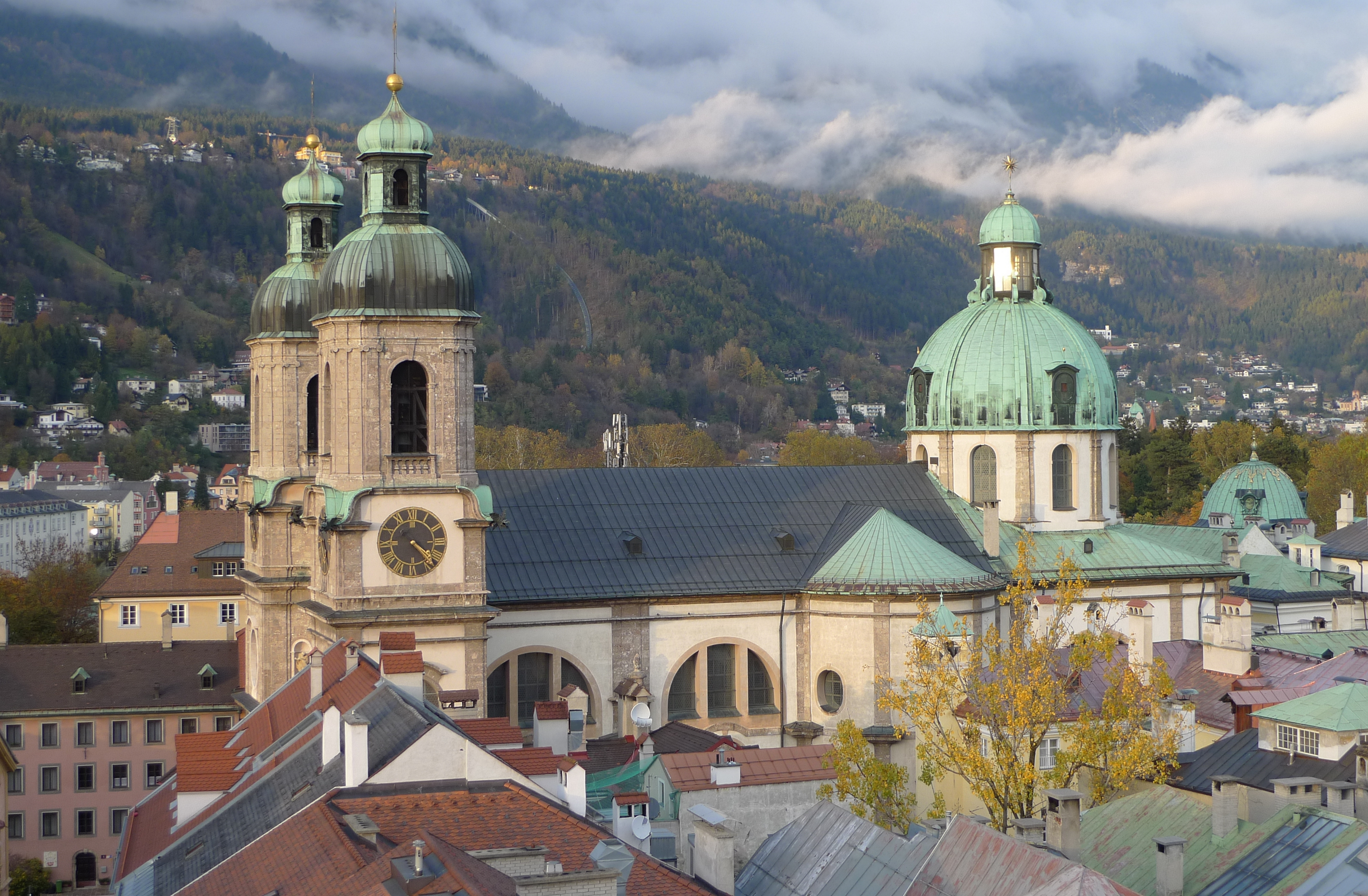
Blick vom Stadtturm des Alten Rathauses zum Innsbrucker Dom

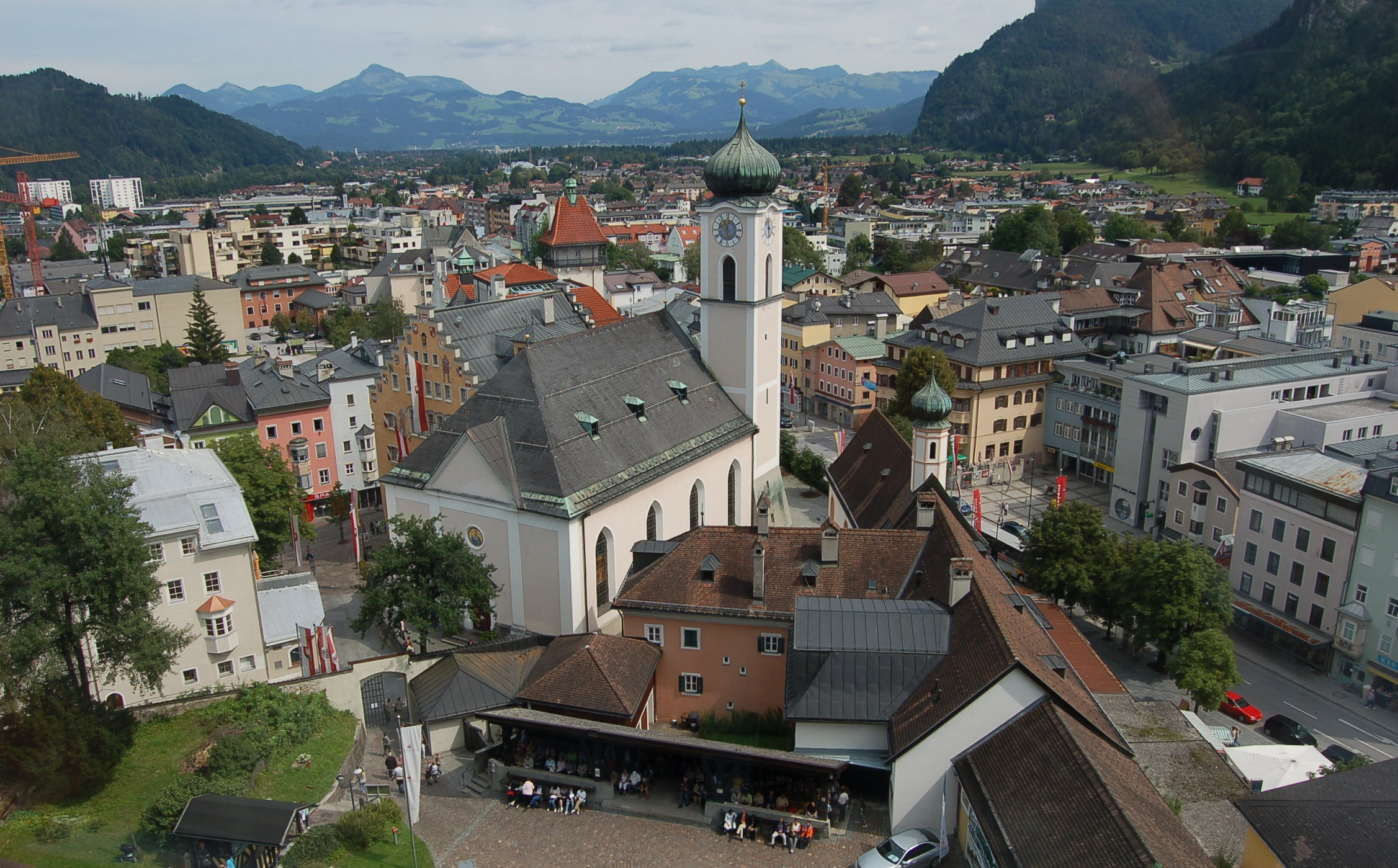
Kufstein

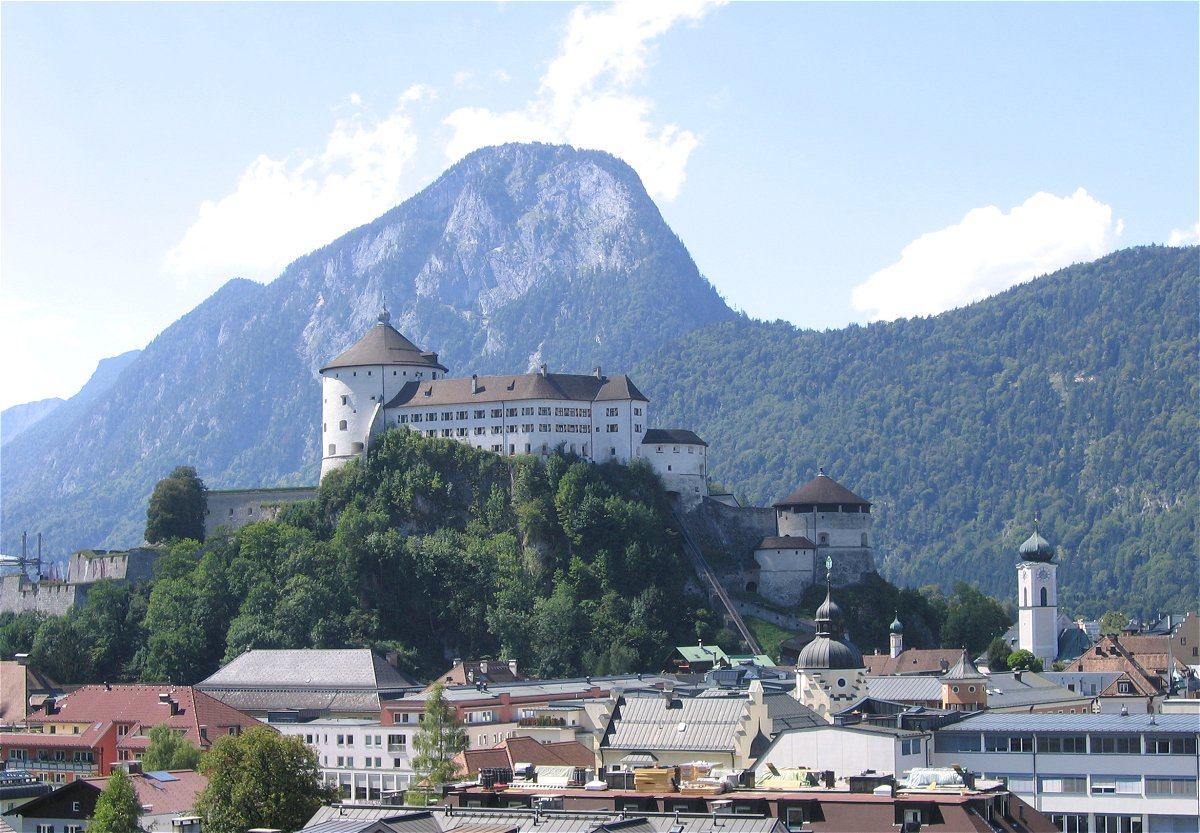
Festung Kufstein

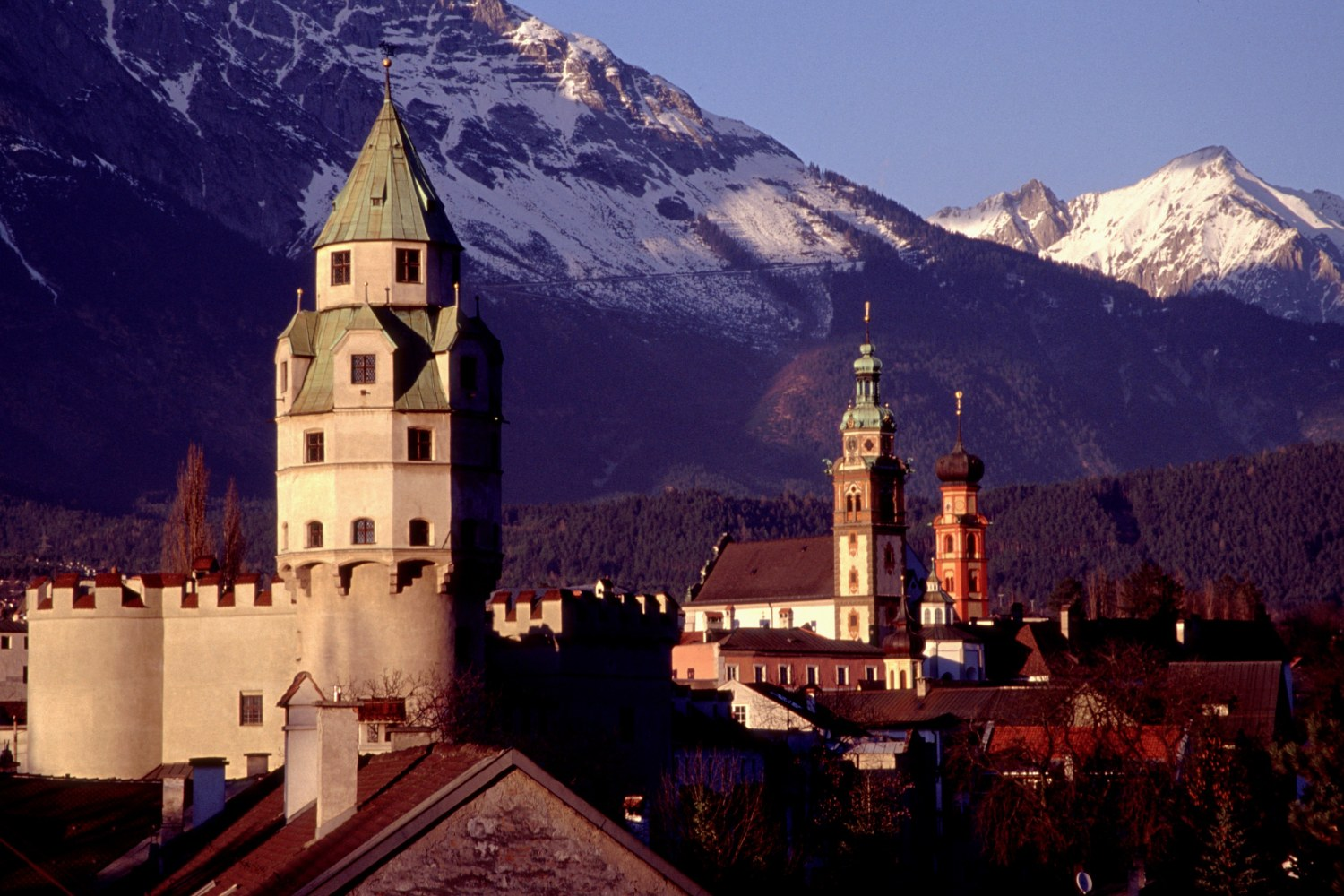
Hall in Tirol

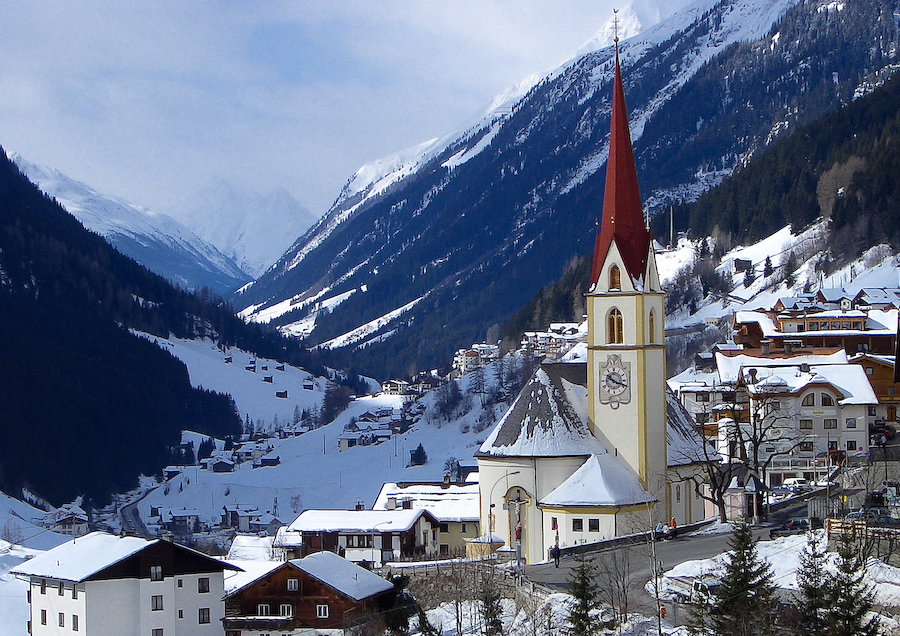
Kappl im Paznaun

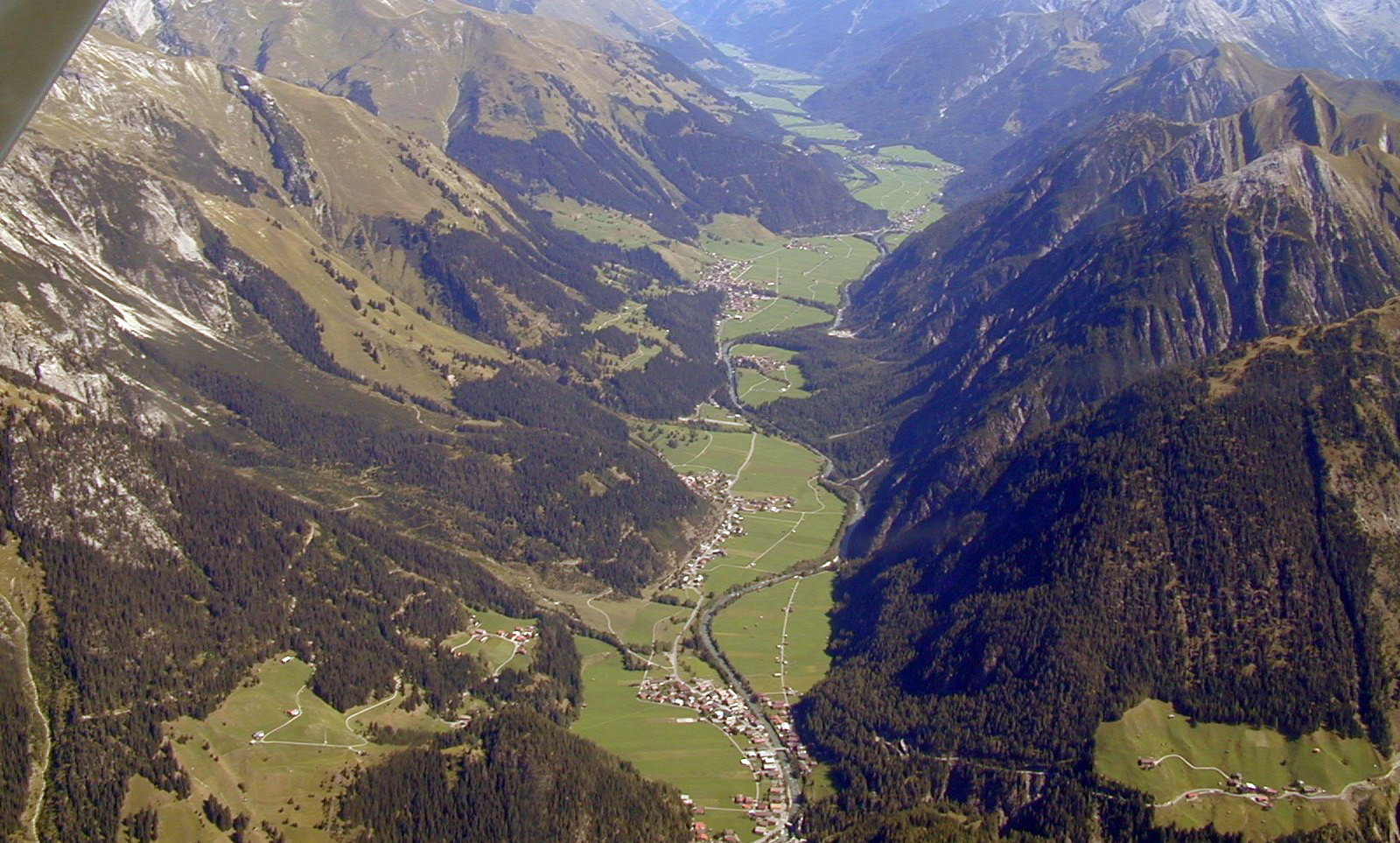
Lechtal

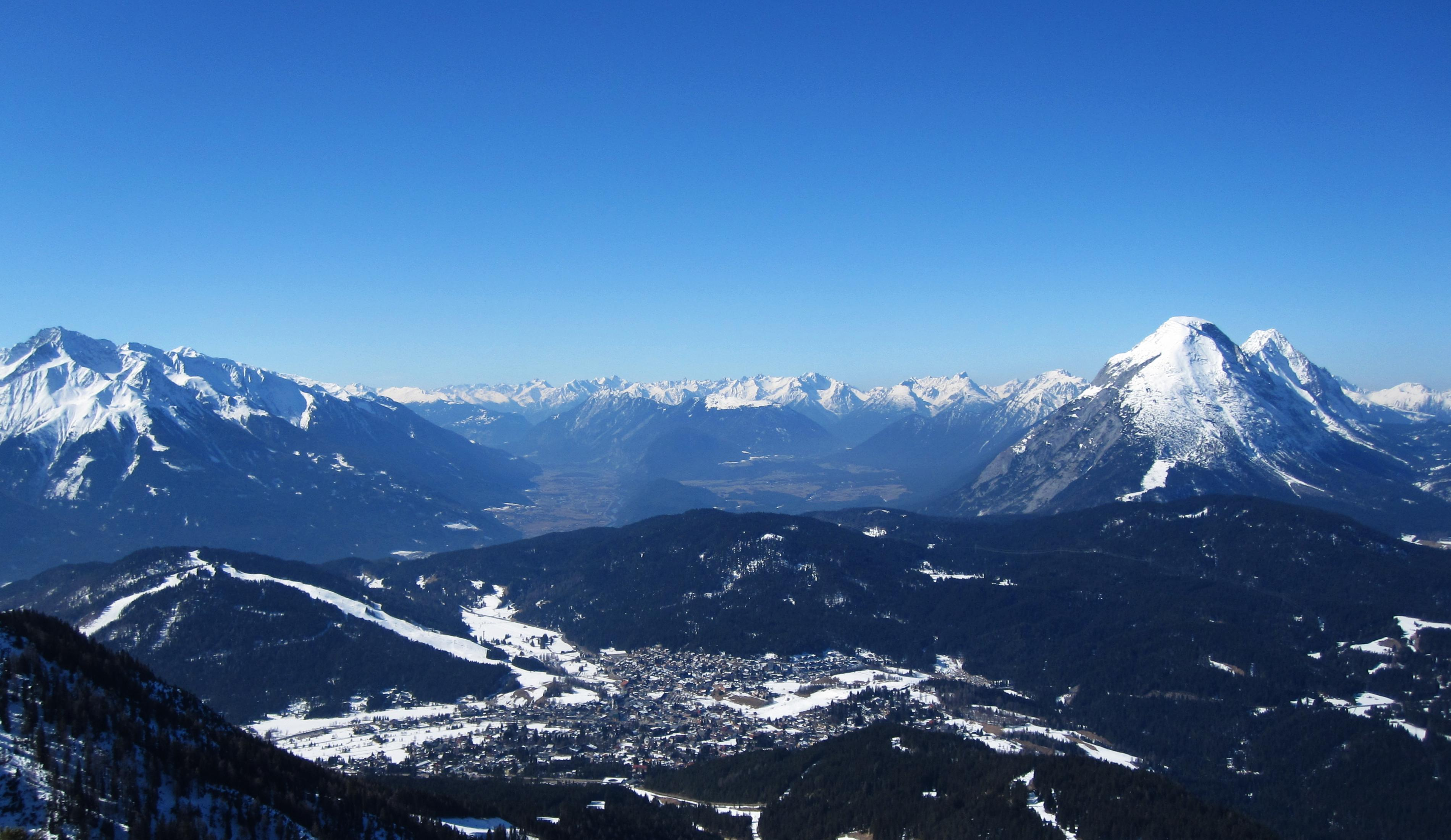
Oberinntal und Mieminger Plateau, im Vordergrund Seefeld

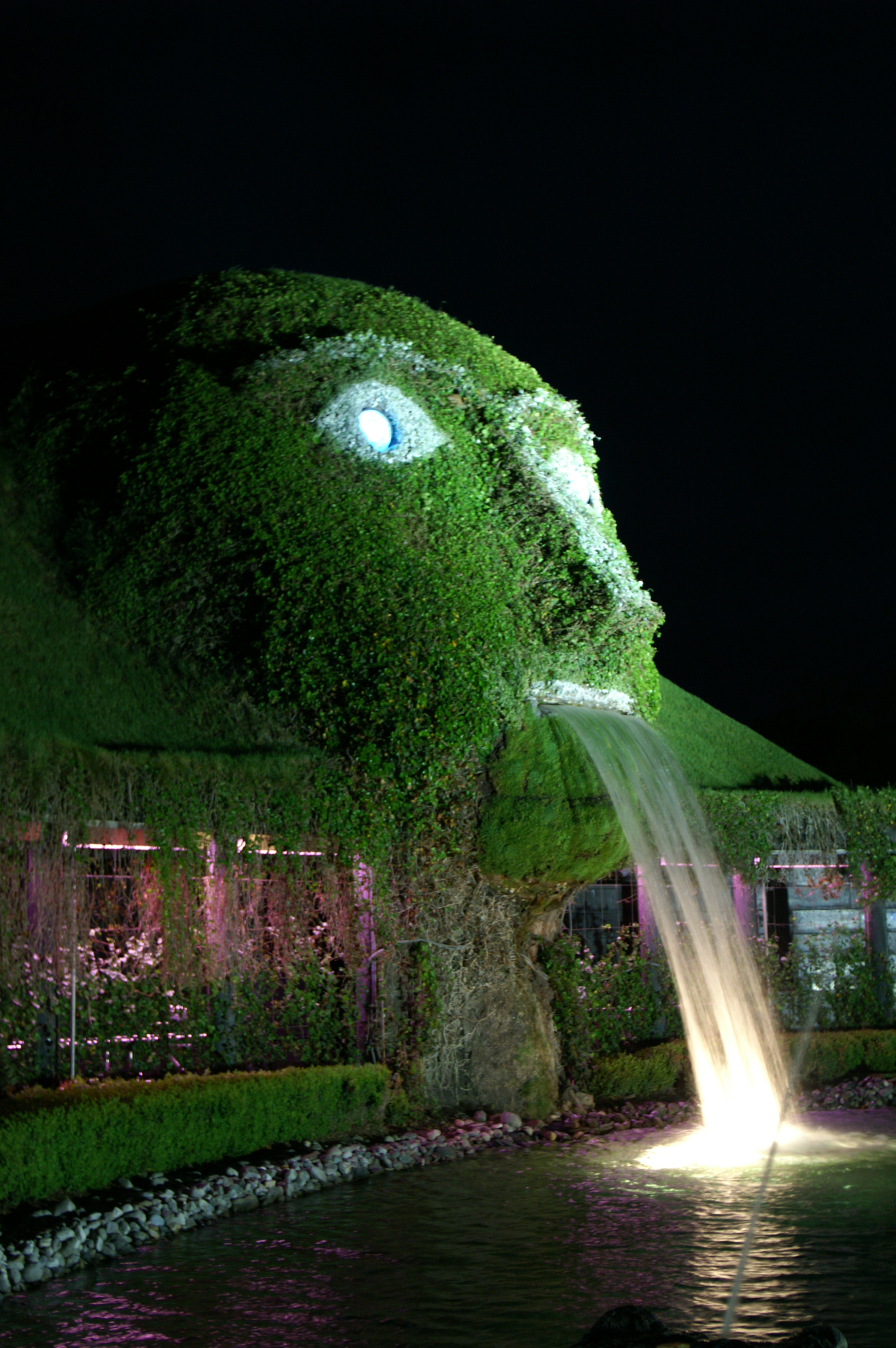
Swarovski-Kristallwelten bei Wattens

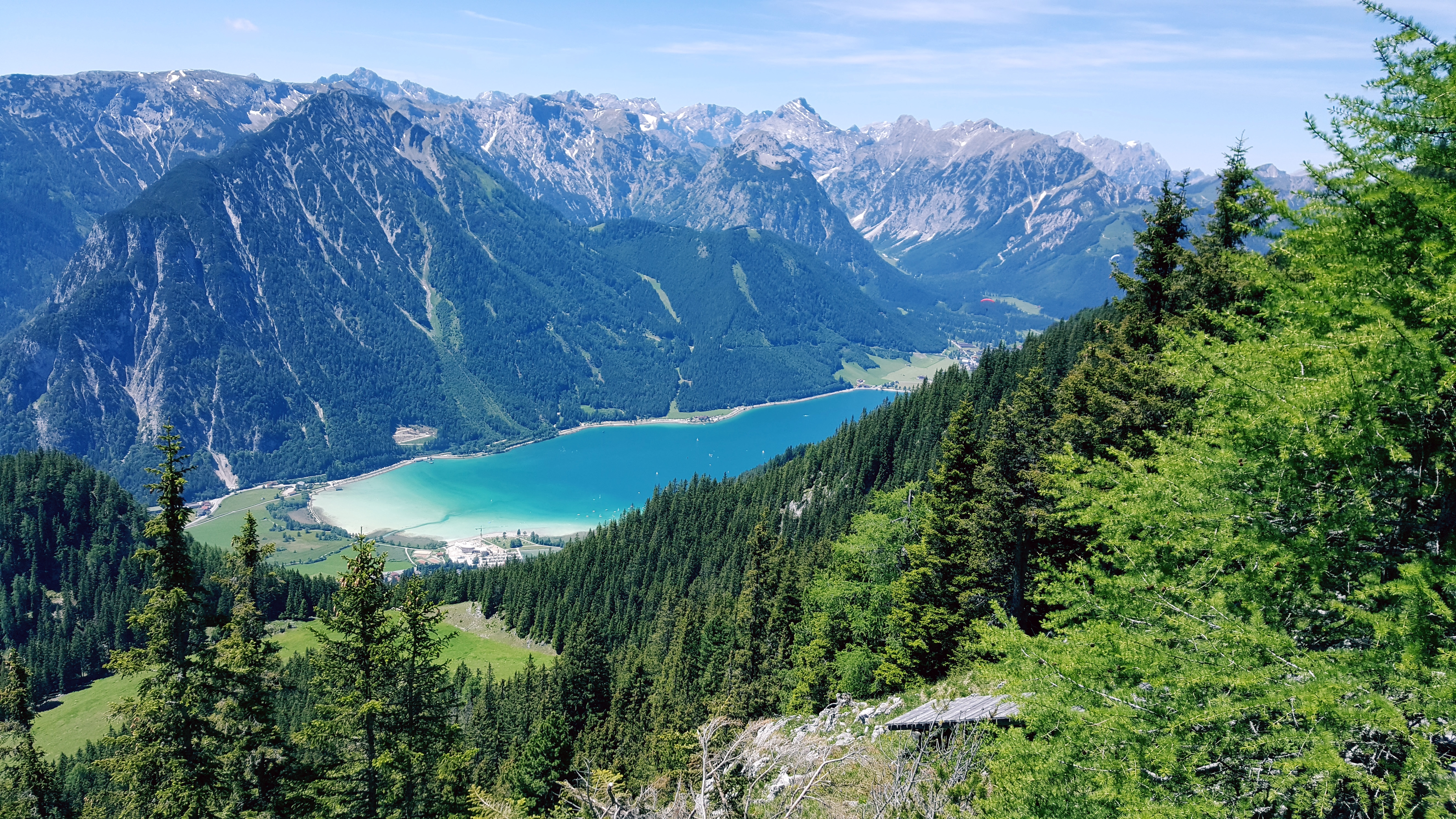
Achensee

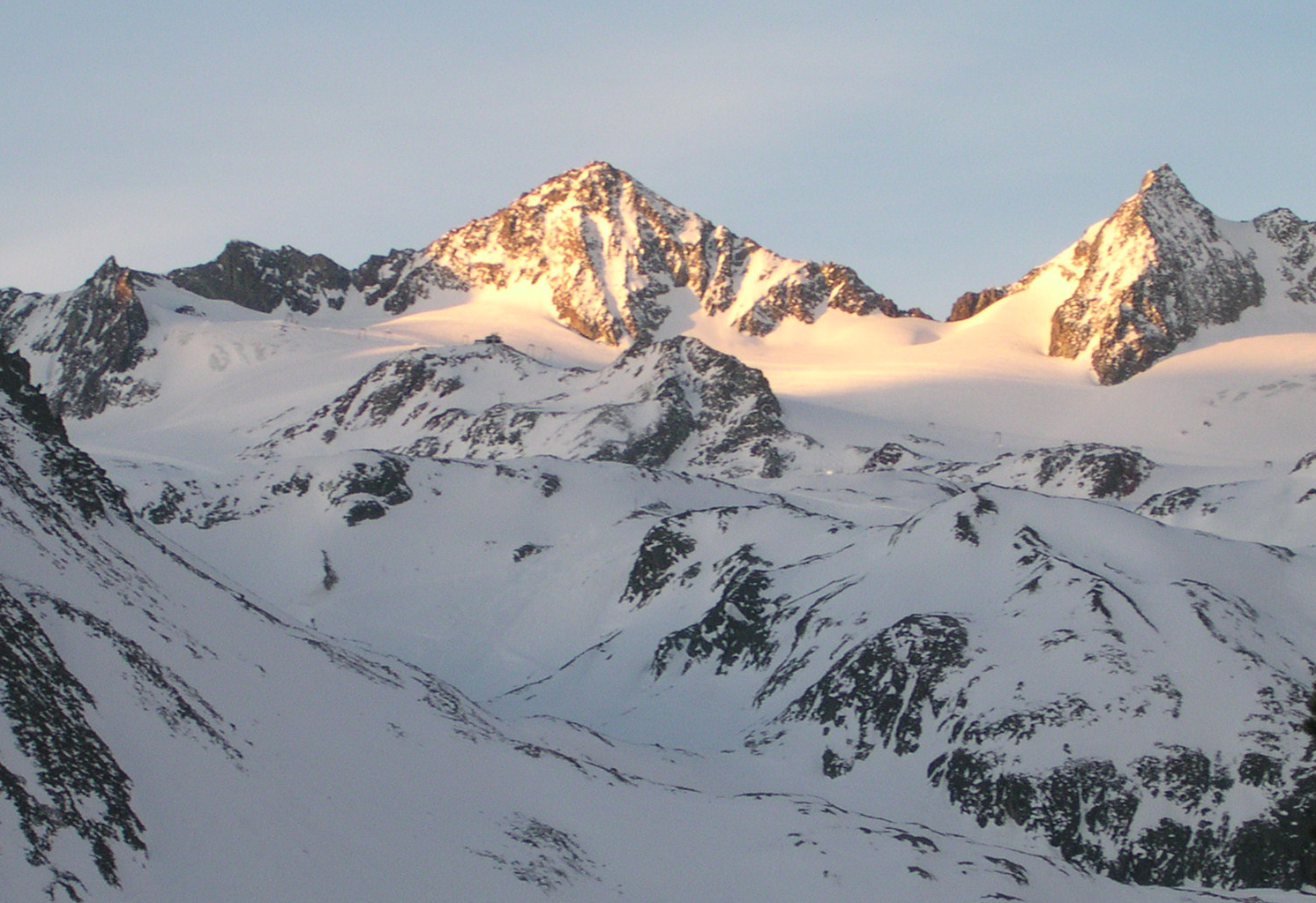
Stubaier Wildspitze, Stubaier Alpen

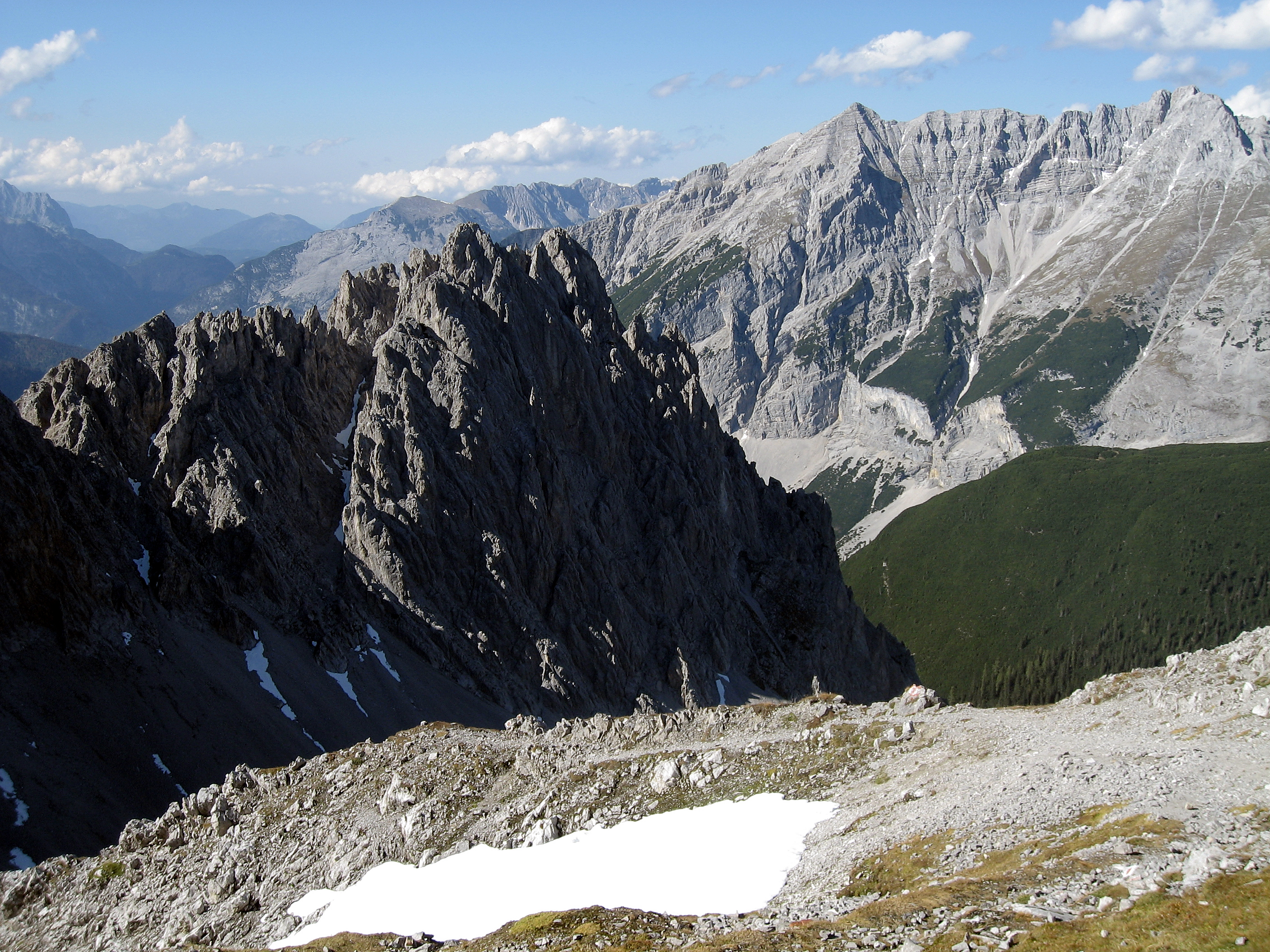
Hafelekar

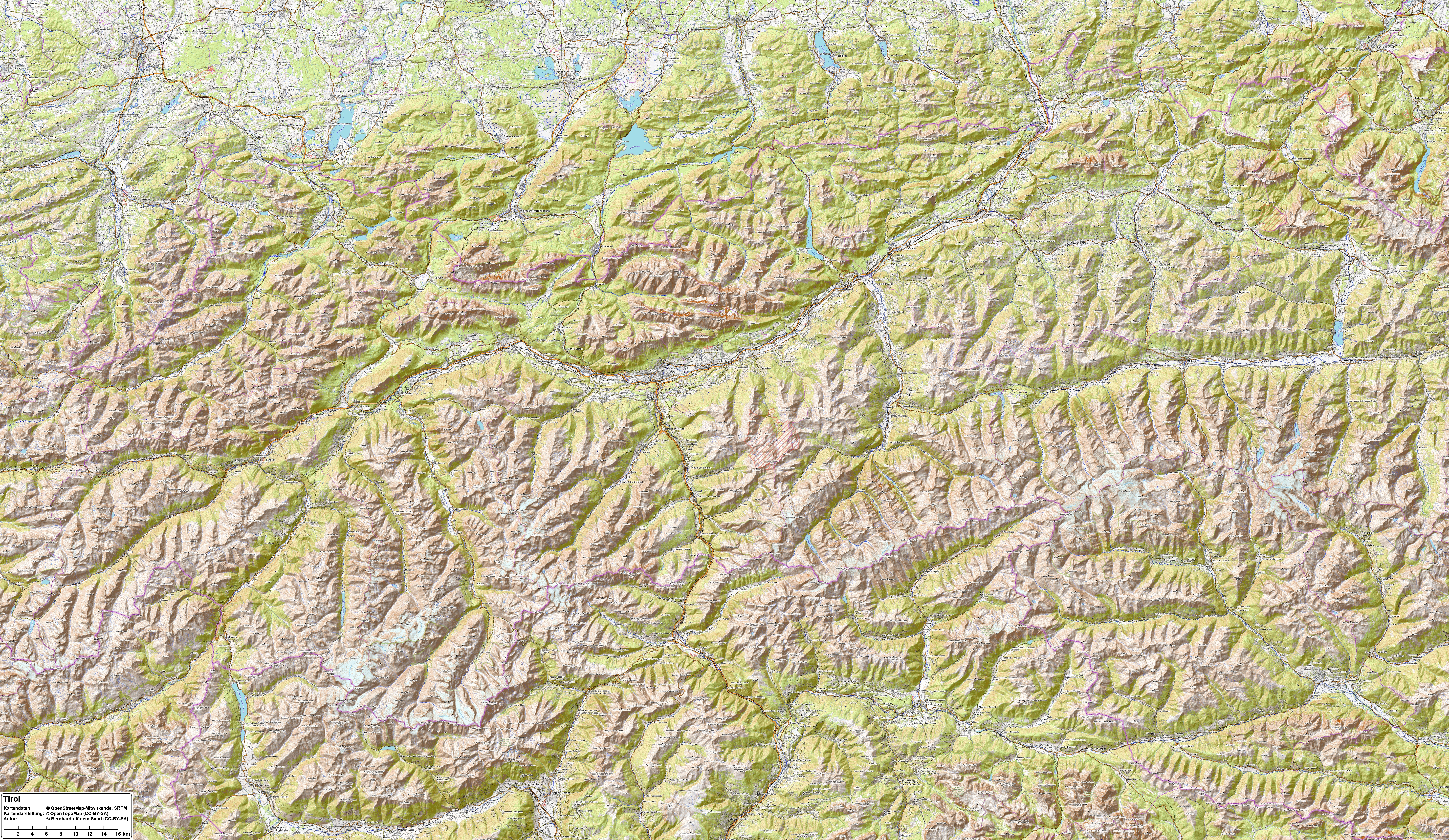
Tirol – Topografische Karte

Tirol ist ein Bundesland im Westen der Republik Österreich. Es besteht aus zwei räumlich voneinander getrennten Gebieten, die innerhalb der historischen Alpenregion Tirol bzw. der ehemaligen Grafschaft Tirol nördliche und östliche Teile einnehmen: Der größere Landesteil ist Nordtirol, wo sich auch die Landeshauptstadt und zugleich bevölkerungsreichste Stadt Innsbruck befindet, der kleinere Landesteil ist Osttirol.

## Geografie
Mit einer Fläche von 12.648,46 Quadratkilometern ist Tirol das drittgrößte Land Österreichs. Es grenzt im Westen an Vorarlberg, im Osten an die Länder Salzburg und Kärnten, im Norden an Bayern (Deutschland), im Südwesten an den Kanton Graubünden (Schweiz), im Süden an Südtirol und die Provinz Belluno (Italien). Von allen Bundesländern hat es mit insgesamt 719 Kilometern die längste Außengrenze und mit 12,44 % den geringsten Anteil an Dauersiedlungsraum der Landesfläche.

### Topografie
Der höchste Berg – und zugleich höchster Berg Österreichs – ist mit 3798 m ü. A. der Großglockner in Osttirol, der höchste Gipfel in Nordtirol ist die Wildspitze (3768 m ü. A.).
Gebirge
- Karwendel
- Brandenberger Alpen
- Kitzbüheler Alpen
- Wetterstein und Miemingerkette
- Lechtaler Alpen
- Lienzer Dolomiten
- Kaisergebirge
- Karnische Alpen
- Zillertaler Alpen
- Stubaier Alpen
- Ötztaler Alpen
- Hohe Tauern
- Samnaungruppe
- Silvretta
- Tuxer Alpen
- Verwallgruppe

Täler und wichtige Seitentäler
- Inntal
  - Achental
  - Brixental
    - Spertental
    - Windautal

  - Alpbachtal
  - Zillertal
    - Tuxertal

  - Wipptal
    - Stubaital

  - Wattental
  - Sellraintal
  - Ötztal
  - Pitztal
  - Gurgltal
  - Stanzer Tal
  - Paznaun
  - Kaunertal
  - Wildschönau
  - Weißache (Inn)
- Lechtal
  - Tannheimer Tal
- Leukental
  - Sölllandl
  - Pillerseetal
- Drautal/Pustertal
  - Iseltal
    - Defereggental
    - Kalser Tal
    - Tauerntal
    - Virgental

  - Villgratental
- Gailtal
  - Tilliacher Tal
(oberster Teil der Großen Gail)[7]

Flüsse und wichtige Zuflüsse
- Inn
  - Wildschönauer Ache
  - Brixentaler Ache
  - Brandenberger Ache
  - Alpbach
  - Ziller
  - Sill
    - Ruetz
    - Gschnitzbach

  - Melach
  - Ötztaler Ache
  - Pitze
  - Gurglbach
  - Sanna
    - Rosanna
    - Trisanna

  - Faggenbach
- Drau
  - Isel
  - Villgratenbach
- Kitzbühler Ache/Großache
  - Fieberbrunner Ache
  - Aschauer bzw. Reither Ache
- Lech

### Klima
Tirol gehört der gemäßigten Klimazone an und liegt im Grenzbereich zwischen atlantischem, kontinentalem und mediterranem Einfluss. Vorherrschend ist das inneralpine Gebirgsklima, das subkontinentale Züge aufweist. Relativ feuchte Sommer, trockene Herbste, schneereiche Winter, aber auch starke lokale Unterschiede kennzeichnen das Klima.
Kettengebirge sind Wetterscheiden, während die Luft um isolierte Gebirgsstöcke herum strömen kann. Die nördlichen Kalkalpen bestehen vor allem aus Gebirgsketten, wo es an Staulagen zu Niederschlag kommt. Die Leeseiten sind meist mild und trocken. Tirol steht wie ganz Mitteleuropa unter dem Einfluss der Westwindzone, daher ist der nördliche Alpenrand am feuchtesten und schneereichsten.
Die inneralpinen Täler haben ein vergleichsweise mildes Klima aufzuweisen. Während die mittlere jährliche Niederschlagsmenge in Reutte noch 1375 Millimeter, am Nordrand des Karwendelgebirges etwa 2000 mm und in Kufstein 1330 mm beträgt, sind es um Innsbruck um die 900 mm und im obersten Inntal nur 600 mm. Prägend für die inneralpinen Täler sind auch große Tagesamplituden der Temperatur; so liegt das mittlere Tagesmaximum im Juli für Innsbruck mit 25,1 °C höher als das der meisten anderen Wetterstationen Österreichs.
Großen Einfluss auf die Temperaturen hat die mittlere Höhe von Tirol. Bis auf die Umgebung von Kufstein liegen die Siedlungen über 500 Metern. Das Gebirge verringert die mögliche Sonneneinstrahlung, besonders in den schmalen Nord-Süd-Tälern wie dem Ötztal und dem Pitztal.
Der Winter ist meist geprägt vom Wechsel zwischen schneereichen und schneearmen Witterungen. In den nördlichen Landesteilen (Unterland, Außerfern und Karwendelgebiet) sind dicke Schneedecken von 50 cm und mehr auch in Lagen unter 1000 m Seehöhe aufgrund des Nordstaueffektes, dessen Wirkung bei Kaltfronten besonders stark ausgeprägt ist, keine Seltenheit. Inneralpin schneit es bei solcher Witterung wenig bis gar nicht. Umgekehrt sind inneralpin gerade bei Eintreffen von Warmfronten größere Niederschlagsmengen möglich. Da die Niederschläge aufgrund der dann milderen Witterung in tieferen Lagen vielfach als Regen fallen, kommt es gerade im Oberinntal weitaus seltener zu einer dicken Schneedecke. So kommt es häufig vor, dass in Landeck und Innsbruck weniger Schnee liegt als in Wörgl oder Kufstein. Das Frühjahr ist im Alpenraum meist sehr unbeständig und regenreich, es kann zu Kälteeinbrüchen kommen. Im Sommer fällt der meiste Regen durch Gewitter. Der Herbst zeichnet sich oft durch lange Schönwetterperioden aus. Ein besonderes Wetterereignis ist der Föhn, der vor allem in den Übergangsjahreszeiten auftritt, am Patscherkofel Windgeschwindigkeiten bis zu 200 km/h und in Innsbruck bis zu 120 km/h erreichen kann und selbst im Spätherbst und Vorfrühling Temperaturen von über 20 °C möglich macht.

### Verwaltungsgliederung
Das Bundesland ist in neun politische Bezirke gegliedert (Innsbruck-Stadt ist Statutarstadt):
- Nordtirol
  - Imst (IM)
  - Innsbruck-Stadt (I)
  - Innsbruck-Land (IL)
  - Kitzbühel (KB)
  - Kufstein (KU)
  - Landeck (LA)
  - Reutte (RE)
  - Schwaz (SZ)
- Osttirol
  - Lienz (LZ)

### Einwohnerstärkste Städte und Gemeinden
Städte sind in fett hervorgehoben.
| #   | Stadt-/Markt-/Gemeinde  | Einwohner 1. Jänner 2025 | Fläche km² | Politischer Bezirk |
| --- | ----------------------- | ------------------------ | ---------- | ------------------ |
| 01. | Innsbruck               | 132.4990                 | 104,91     | Innsbruck          |
| 02. | Kufstein                | 20.212                   | 039,39     | Kufstein           |
| 03. | Telfs                   | 16.439                   | 045,48     | Innsbruck-Land     |
| 04. | Hall in Tirol           | 14.698                   | 005,54     | Innsbruck-Land     |
| 05. | Schwaz                  | 14.480                   | 020,21     | Schwaz             |
| 06. | Wörgl                   | 14.412                   | 019,74     | Kufstein           |
| 07. | Lienz                   | 12.107                   | 015,94     | Lienz              |
| 08. | Imst                    | 11.183                   | 113,39     | Imst               |
| 09. | St. Johann in Tirol     | 09.891                   | 059,16     | Kitzbühel          |
| 10. | Rum                     | 09.493                   | 008,56     | Innsbruck-Land     |
| 11. | Kitzbühel               | 08.281                   | 058,01     | Kitzbühel          |
| 12. | Zirl                    | 08.250                   | 057,24     | Innsbruck-Land     |
| 13. | Wattens                 | 08.138                   | 010,84     | Innsbruck-Land     |
| 14. | Landeck                 | 07.711                   | 015,87     | Landeck            |
| 15. | Jenbach                 | 07.644                   | 015,23     | Schwaz             |
| 16. | Völs                    | 07.339                   | 005,62     | Innsbruck-Land     |
| 17. | Absam                   | 07.333                   | 051,93     | Innsbruck-Land     |
| 18. | Reutte                  | 07.308                   | 100,92     | Reutte             |
| 19. | Axams                   | 06.361                   | 022,16     | Innsbruck-Land     |
| 20. | Kirchbichl              | 06.029                   | 014,98     | Kufstein           |
| 21. | Ebbs                    | 05.966                   | 040,08     | Kufstein           |
| 22. | Hopfgarten im Brixental | 05.847                   | 166,54     | Kitzbühel          |
| 23. | Vomp                    | 05.479                   | 182,78     | Schwaz             |
| 24. | Kirchberg in Tirol      | 05.206                   | 097,81     | Kitzbühel          |
| 25. | Kramsach                | 05.088                   | 026,90     | Kufstein           |
| 26. | Kundl                   | 05.001                   | 021,93     | Kufstein           |

## Geschichte
Zur Geschichte vor 1918 siehe Tirol #Geschichte (Gesamttirol).

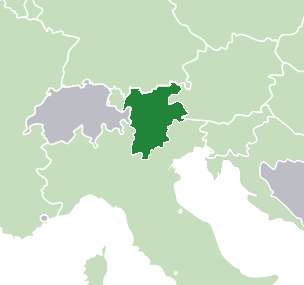
Tirol bis 1919 (heutige Staatsgrenzen)

Durch den Friedensvertrag von St. Germain 1919 von Südtirol (Autonome Provinzen Trient und Bozen) getrennt, kam das Land Tirol (Nord- und Osttirol) zur neu gegründeten Republik Deutschösterreich (später Republik Österreich). Der Teilung Tirols infolge des Ersten Weltkriegs wurde an einem „Landestrauertag“ am 10. Oktober (dem Tag der formalrechtlichen Annexion Südtirols durch Italien im Jahr 1919), der bis 1936 begangen wurde, gedacht. Es gab verschiedene Bestrebungen für ein autonomes oder selbständiges Land Tirol oder den „Anschluss“ an das Deutsche Reich. In den 1920er Jahren trat eine allmähliche Stabilisierung der Wirtschaft durch Industrie, Bauprojekte (Straßen, Elektrifizierung von Bahnstrecken, Kraftwerke) und das Wiedereinsetzen des Tourismus (erste Seilbahnbauten) ein. Die einsetzende Weltwirtschaftskrise und die 1933 von Hitler verfügte Tausend-Mark-Sperre sorgten für einen starken Rückgang der Nächtigungszahlen, was die Wirtschaft Tirols schwer beeinträchtigte. In einem Bürgerkrieg kam es am 13. Februar 1934 in Wörgl zu Gefechten zwischen dem sozialdemokratischen Republikanischen Schutzbund und bewaffneten Kräften der autoritären Regierung Dollfuß.
Nach dem Anschluss Österreichs ans Deutsche Reich 1938 wurde der Reichsgau Tirol-Vorarlberg gegründet und Osttirol dem Gau Kärnten angeschlossen. Durch das Umsiedlungsabkommen der zwei Diktatoren Hitler und Mussolini („Option in Südtirol“) verließen ab 1940 etwa 70.000 deutschsprachige Südtiroler ihre Heimat, die Hälfte davon fanden in den eigens für sie errichteten Siedlungen in Nord- und Osttirol Unterkunft. Im Laufe des Zweiten Weltkrieges wurde die Umsiedlung gestoppt. Ein Drittel der Ausgesiedelten kehrte nach 1945 wieder in ihre alte Heimat zurück.
Die Herrschaft des NS-Regimes war 1945 zwar zu Ende, aber die Kämpfe an allen Fronten hatten auch in Tirol zahlreiche Opfer gefordert. Zudem hatten ab 1943 die Luftangriffe der Alliierten zahlreiche Opfer unter der Zivilbevölkerung gefordert. Am 15. Dezember 1943 war dabei Innsbruck Ziel des ersten und zugleich folgenschwersten alliierten Luftangriffs, um die strategisch wichtigen Bahnverbindungen zu treffen. 126 Tonnen an Sprengbomben bewirkten 269 Tote, 500 Verwundete und Hunderte zum Teil völlig zerstörte Häuser.
Als am 3. Mai 1945 amerikanische Truppen in Innsbruck einrückten, kam die Stunde der kleinen Widerstandsbewegung, die den neuen Machthabern eine provisorische Landesleitung übergaben. Im Sommer 1945 wurde Tirol dann Teil der französischen Besatzungszone, während Osttirol der britischen Zone zugeschlagen wurde. 1947 wurde Osttirol wieder mit Nordtirol vereinigt.
Nach dem österreichischen Staatsvertrag am 15. Mai 1955 verließen die Besatzungstruppen das Land wieder. Ein merkbarer wirtschaftlicher Aufschwung setzte danach ein, und das Land wandelte sich von einer agrarischen in eine Industriegesellschaft mit einem bedeutenden Dienstleistungssektor. Dazu trug auch ein Wiederaufschwung des Tourismus bei. Ende der 1950er Jahre setzte ein regelrechter Straßenbauboom mit wichtigen Autobahn- und Tunnelbauten ein. Innsbruck war gemeinsam mit anderen Austragungsorten zweimal Schauplatz von Olympischen Winterspielen (1964 und 1976).
Auf Anregung des Landeshauptmanns Eduard Wallnöfer wurde 1972 die Arbeitsgemeinschaft Alpenländer (Arge Alp) gegründet, um Fragen des Alpenraums von grenzüberschreitendem Interesse erörtern zu können. In den 1980er Jahren regte sich in der Bevölkerung Kritik an den negativen Auswirkungen des zunehmenden Autoverkehrs und des Massentourismus.
Mit dem EU-Beitritt Österreichs 1995 und dem Beitritt zum Schengen-Raum am 1. Dezember 1997 konnte die wirtschaftliche, kulturelle und politische Zusammenarbeit beiderseits der Brenner-Grenze zu Südtirol intensiviert werden, wozu auch die Europaregion Tirol-Südtirol-Trentino beiträgt.

## Bevölkerung

### Oberdeutsche Dialekte
In Tirol werden vorwiegend südbairische Dialekte gesprochen (siehe Bairisch). Kennzeichnend für das Tirolerische ist die scht-Aussprache des st im Wortinnern und das besonders im Anlaut angeriebene k als kch. Die Dialekte im Tiroler Unterland weisen Übergangsmerkmale zum Mittelbairischen auf, und die in Osttirol gesprochenen Dialekte haben Ähnlichkeiten mit dem Pustertaler Dialekt in Südtirol und mit den Dialekten in Kärnten. Weiters werden in Teilen des Außerferns Alemannische Dialekte gesprochen. Die Dialekte im Westen Tirols weisen insgesamt deutliche Übergangsmerkmale zum Alemannischen und Schwäbischen auf. So verläuft die Grenze zwischen dem alemannischen Alp(e) und dem bairischen Alm östlich von Imst, etwa zwischen dem Pitztal und dem Ötztal.

### Religionen
Laut Statistik Austria waren im Jahr 2021:
- 502.600 Personen (66,2 % der Bevölkerung) Katholiken. Tirol hatte damit den höchsten Katholikenanteil aller österreichischen Bundesländer.
- 22.700 (3,0 %) waren evangelisch,
- 23.400 (3,1 %) gehörten einer orthodoxen Kirche an und
- 7.600 (0,9 %) gehörten einer anderen christlichen Glaubensgemeinschaft an.
- 65.900 (8,7 %) der Bevölkerung waren Muslime,
- 134.800 (17,8 %) konfessionslos.[10]

Seit der Volkszählung 2001 hat in Tirol wie überall in Österreich insbesondere der Anteil der konfessionslosen Bürger, aber auch der Muslime und orthodoxen Christen zugenommen, der Anteil der katholischen Christen hingegen abgenommen. Leicht zugenommen hat auch der Anteil der evangelischen Christen.

## Politik

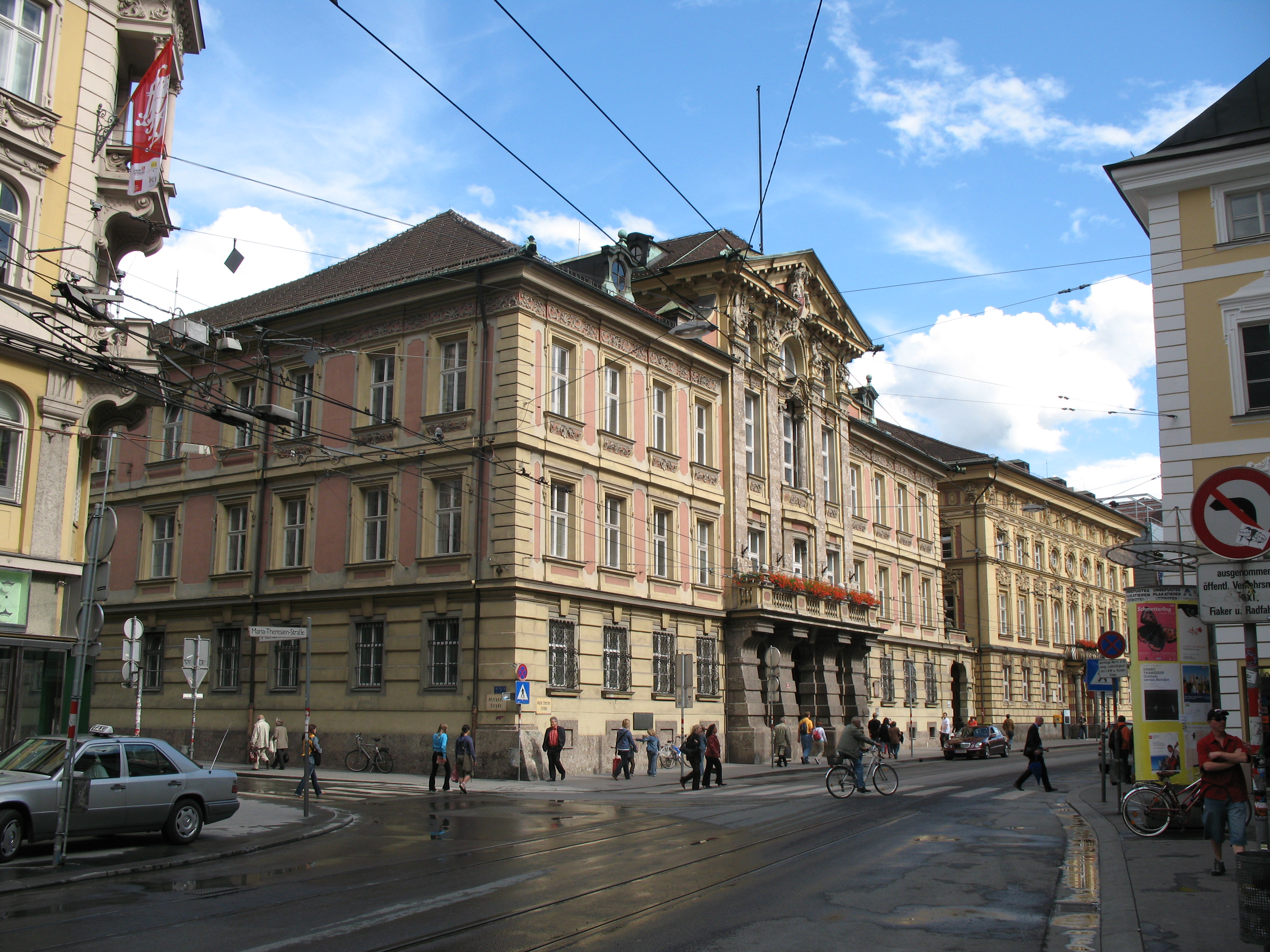
Das Alte Landhaus in Innsbruck ist Sitz des Landtages

### Landesverfassung
Die gegenwärtige Landesverfassung, die „Tiroler Landesordnung“, trat 1989 in Kraft und wurde seither mehrfach geändert. Aufgrund der föderalen Struktur Österreichs und des bundesstaatlichen Prinzips seiner Bundesverfassung verfügt Tirol über eigene Exekutiv- und Legislativorgane sowie mit dem Landesverwaltungsgericht auch über ein eigenes Judikativorgan. Den Sitz haben alle Organe der Exekutive, Legislative und Judikative in der Landeshauptstadt Innsbruck.

### Landtag
Der Tiroler Landtag ist die gesetzgebende Körperschaft des Landes Tirol. Er setzt sich aus 36 Abgeordneten zusammen und wird alle fünf Jahre gewählt.
Das Bundesland Tirol ist eine Hochburg der ÖVP, die seit dem Jahr 1945 alle Landeshauptmänner stellte. Auch bei bundesweit durchgeführten Wahlen lagen die Ergebnisse immer unter den drei besten Bundesländern. Die Dominanz ist auf den historisch starken Einfluss der römisch-katholischen Kirche und den schwachen Industriesektor im Land zurückzuführen, das eine Entwicklung direkt vom Agrarland zum Dienstleistungsland vollzogen hat. Bei den Landtagswahlen 1945, 1949, 1965, 1975, 1979 und 1984 gewann die ÖVP eine Zweidrittelmehrheit der Mandate im Tiroler Landtag. Bei den Landtagswahlen 1989 verlor sie erstmals die absolute Mehrheit der Stimmen, im Jahr 1999 auch jene nach Mandaten. Im Jahr 2003 konnte letztmals noch einmal die absolute Mehrheit nach Mandaten gewonnen werden. Über das Proporzsystem waren bis zu den Landtagswahlen 1999 die übrigen Landtagsparteien in die Regierung eingebunden.
Stimmenanteile der Parteien in Prozent bei der Landtagswahl 2022:
- ÖVP 34,7 %
- SPÖ 17,5 %
- FPÖ 18,8 %
- Grüne 9,2 %
- FRITZ 9,9 %
- NEOS 6,3 %
- Übrige 3,6 %

### Landesregierung
Die Tiroler Landesregierung ist als vom Landtag gewählte Regierung für die Vollziehung von Landesgesetzen und speziellen Bundesgesetzen, die in die Vollziehung der Länder fallen, zuständig. Vorsitzender der Landesregierung und Regierungschef des Landes ist der Landeshauptmann, vertreten durch den Landeshauptmann-Stellvertreter. Außer dem Landeshauptmann und seinem Stellvertreter gehören der Regierung noch Landesräte mit unterschiedlicher Ressortverteilung an. Nach einer Änderung der Tiroler Landesverfassung wich das Proporzmodell dem auch im Bund praktizierten Wechselspiel von Regierung und Opposition. Die ÖVP koalierte von 1999 bis 2013 mit der SPÖ und entschied sich danach für eine Zusammenarbeit mit Die Grünen Tirol.
Nach den Landtagswahlen vom 28. April 2013 wurde die Tiroler Landesregierung aus einer Koalition von ÖVP und den Grünen gebildet. Zur am 24. Mai 2013 gewählten Landesregierung Platter II gehörten Günther Platter als Landeshauptmann, neue Stellvertreter waren Josef Geisler (ÖVP) als Erster Landeshauptmann-Stellvertreter und Ingrid Felipe (Grüne) als Zweite Landeshauptmann-Stellvertreterin. Neu als Landesrätin hinzu kam Christine Baur (Grüne), die ÖVP-Landesräte blieben wie bisher Beate Palfrader, Johannes Tratter, Bernhard Tilg und Patrizia Zoller-Frischauf.
Nach der Landtagswahl in Tirol 2018 wurde die Landesregierung Platter III gebildet und am 28. März 2018 angelobt. Bei der ÖVP kam es zu keinen personellen Änderungen. Gabriele Fischer (Grüne) löste Christine Baur als Landesrätin ab.
Nach der Landtagswahl in Tirol 2022 wurde die Landesregierung Mattle gebildet und am 25. Oktober 2022 in der konstituierenden Sitzung des Landtages angelobt. Historisch erstmalig stellt nicht mehr die ÖVP den ersten Stellvertreter des Landeshauptmanns. Dies ist nun der Parteivorsitzende der SPÖ Tirol, Georg Dornauer. Weitere Landesregierungsmitglieder der ÖVP sind wie bisher Josef Geisler als 2. LH-Stv. (bisher 1.) zuständig für Landwirtschaft, Raumordnung und Grundverkehr, neu Cornelia Hagele als Landesrätin für Gesundheit, Pflege, Bildung und Wissenschaft, Mario Gerber für die Wirtschafts- und Tourismusagenden und Astrid Mair für die Sicherheitsagenden und Arbeitnehmer. Für die SPÖ sind die weiteren zwei Landesregierungsmitglieder Eva Pawlata für Soziales, Frauen und Inklusion sowie René Zumtobel für die Agenden Verkehr, Umwelt-, Natur- und Klimaschutz. Damit stellt erstmals ein Regierungspartner in der Tiroler Landesregierung drei Landesregierungsmitglieder.

### Liste der Landeshauptleute seit 1945
| Landeshauptmann      | Beginn der Amtszeit | Ende der Amtszeit |
| -------------------- | ------------------- | ----------------- |
| Karl Gruber          | 4. Mai 1945         | 11. Dez. 1945     |
| Alfons Weißgatterer  | 11. Dez. 1945       | 31. Jän. 1951     |
| Alois Grauß          | 27. Feb. 1951       | 12. Nov. 1957     |
| Hans Tschiggfrey     | 12. Nov. 1957       | 30. Juni 1963     |
| Eduard Wallnöfer     | 13. Juli 1963       | 2. März 1987      |
| Alois Partl          | 5. März 1987        | 24. Sep. 1993     |
| Wendelin Weingartner | 24. Sep. 1993       | 26. Okt. 2002     |
| Herwig van Staa      | 26. Okt. 2002       | 1. Juli 2008      |
| Günther Platter      | 1. Juli 2008        | 25. Oktober 2022  |
| Anton Mattle         | 25. Oktober 2022    | amtierend         |

Die ÖVP stellt seit 1945 alle Landesleute. Weißgatterer wurde nach der Landtagswahl 1945 Landeshauptmann und Platter nach der Landtagswahl 2008. Von 1951 bis 2002 kamen alle Landeshauptleute während der laufenden Legislaturperiode ins Amt.
Bei der Landtagswahl 1989 erhielt die ÖVP erstmals keine absolute Stimmenmehrheit. Bei der Landtagswahl 1994 schaffte sie wieder die absolute Mehrheit der Mandate, bei der Landtagswahl 1999 18 und 2003 20 der 36 Mandate. Nach der Wahl 2008 löste der damalige Innenminister Platter Landeshauptmann Van Staa ab.

### Hoheitszeichen
Das Land Tirol führt ein Wappen und eine Flagge. Weiters hat das Land Tirol ein Logo.
| Wappen des Landes Tirol | Blasonierung: „In Silber ein roter goldbewehrter und gekrönter rot gezungter Adler mit goldenen Kleestängeln auf den Flügeln von zwei grünen Zweigen nimbiert.“ |
| Wappen des Landes Tirol | |

Flagge des Landes Tirol
Logo des Landes Tirol

## Wirtschaft und Infrastruktur

### Wirtschaft
Die Wirtschaftsstruktur in Tirol ist regional sehr unterschiedlich. Der Großraum Innsbruck hat eine Konzentration der Bildungs- und Verwaltungsinfrastruktur bei gleichzeitig vorhandenen größeren Industriebetrieben. Im Rest des Landes ist die Wirtschaft überwiegend durch Klein- und Mittelbetriebe geprägt, vor allem das Oberland, der Bezirk Kitzbühel und Osttirol sind von einer kleinbetrieblichen Struktur geprägt. Im Bezirk Kitzbühel sind aber auch Industrie- bzw. Dienstleistungsbetriebe mit europaweiter Bedeutung in den Bereichen Spanplatten, Pharmazie, Dämmstoff sowie Tourismus (Incoming und Outgoing) angesiedelt.
Die Industrie ist vor allem im Großraum Innsbruck, in den Bezirken Schwaz und Kufstein (Unterinntal) und im Raum Reutte vertreten.
Im Oberland und im Bezirk Kitzbühel dominiert der Tourismus. Er spielt im ganzen Land eine große Rolle. Der Bezirk Schwaz hat sowohl bedeutende Industriegegenden wie auch die wichtigen Tourismusregionen (Zillertal und Achensee) aufzuweisen.
Tirol verfügt über circa 360.000 Gästebetten, etwa die Hälfte davon in Hotels, etwa ein Drittel in Ferienwohnungen. Der Tiroler Tourismus beschäftigt etwa 55.000 Arbeitnehmer, viele davon jedoch nicht ganzjährig.
Die Landwirtschaft spielt wirtschaftlich keine große Rolle, ist jedoch wichtig für das Selbstverständnis des Landes und für die Erhaltung des Landschaftsbildes.
Im Jahr 2014 lag das regionale Bruttoinlandsprodukt je Einwohner, ausgedrückt in Kaufkraftstandards, bei 138 % (EU-28: 100 % Österreich: 129 %).
Im Vergleich mit den Bewohnern der anderen österreichischen Bundesländer verdienen die Tiroler am wenigsten. Während das mittlere Bruttojahreseinkommen 2005 österreichweit bei 22.611 Euro lag, verdiente ein Einwohner Tirols im selben Zeitraum durchschnittlich 20.671 Euro.

#### Wirtschaftsstruktur nach Sektoren
- Primärer Sektor: 4 %
- Sekundärer Sektor: 22 %
- Tertiärer Sektor: 74 %

(Stand 2019)

#### Tourismus
Der Tourismus ist ein wichtiger Wirtschaftssektor Tirols. So macht dieser Bereich durchschnittlich 17,5 % des Tiroler Bruttoregionalprodukts aus. Außerdem sind rund 55.000 Erwerbstätige im Tiroler Tourismus beschäftigt.
Im Tourismusjahr 2017/18 kamen 12,3 Millionen Gäste in die verschiedenen Gemeinden des Bundeslandes. Etwa die Hälfte der Touristen stammte aus Deutschland (52,1 % der 49,4 Millionen Nächtigungen). Außerdem kamen zahlreiche Urlauber aus den Niederlanden (10,0 %), Österreich (8,5 %), der Schweiz (5,6 %) und dem Vereinigten Königreich (3,4 %). Zunehmend an Bedeutung gewinnen weitere Nationen, die noch vor ein paar Jahren eine eher untergeordnete Rolle spielten. 
Die Wintersaison ist stärker als die Sommersaison. So entfielen im Tourismusjahr 2017/18 27,6 Millionen Nächtigungen auf die Wintersaison (56 %) und 21,8 Millionen auf die Sommersaison.
Sölden im hintersten Ötztal (Bezirk Imst) ist seit Jahren die Nächtigungsstärkste Gemeinde Österreichs. Im Jahr 2019 hatte Sölden 2.577.569 Nächtigungen bei 17.328 Betten.

### Verkehr
Tirol ist schon historisch gesehen ein zentraler Schnittpunkt europäischer Fernstraßen und somit Transitland für den transeuropäischen Handel über die Alpen. Bereits 15 v. Chr. wurde Tirol von der wichtigsten Nord-Süd-Verbindung des Römischen Reiches, der Via Claudia Augusta, durchquert. Durch Tirol führten Römerstraßen von der Po-Ebene im heutigen Italien kommend dem Verlauf von Etsch und Eisack im heutigen Südtirol folgend über die jetzige Grenze am Brenner und dann dem nördlichen Wipptal hinab nach Hall. Von da zweigen Straßen entlang des Inns ab. Die Via Raetia ging nach Westen und hinauf auf das Seefelder Plateau, wo man bei Scharnitz ins heutige Bayern überging. Aus dem frühen 17. Jh. ist dort die Festungsanlage der Porta Claudia, die die strategische Bedeutung der Straße noch in der Neuzeit betonte.
Heute verfügt Tirol über Anschluss an den internationalen Straßen-, Bahn- und Luftverkehr. Mit dem Flughafen Innsbruck steht Tirol ein internationaler Flughafen zur Verfügung. Weiters bestehen einige Kleinflugplätze in verschiedenen Orten, beispielsweise in St. Johann in Tirol, in Höfen im Außerfern oder in Langkampfen. Viele ÖPNV-Unternehmen sind im Verkehrsverbund Tirol tariflich zusammengefasst.
Im Jahr 2017 lag der Motorisierungsgrad (Personenkraftwagen pro 1.000 Einwohner) bei 532.

#### Straße
Zwei Autobahnen durchziehen das Land: bei Kufstein beginnt der Tiroler Teil der Inntalautobahn A 12, welche bei Rosenheim in Bayern an die Autobahn München–Salzburg (A 8) führt und damit die einzige durchgehende Autobahnverbindung nach Ostösterreich über das Große Deutsche Eck darstellt. Von Kufstein führt die Inntalautobahn durch das Inntal, vorbei an den Städten Wörgl, Schwaz, Hall, Innsbruck, Imst nach Landeck. Dort geht die Inntalautobahn über in die Arlbergschnellstraße S 16, welche bei St. Anton das Land durch den Arlberg-Straßentunnel mit Vorarlberg verbindet. Bei Innsbruck gibt es einen Autobahnknoten mit der Brennerautobahn A 13, welche in Richtung Süden durch das Wipptal bis an die italienische Staatsgrenze führt.
Eine wichtige innerösterreichische Verbindung (kleines deutsches Eck) ist die Loferer Straße B 178, die von Kirchbichl über St. Johann in Tirol nach Unken führt.
Verbindungen über Landesstraßen „B“ bestehen (von West nach Ost):
- nach Deutschland
  - bei Vils nach Pfronten sowie nach Füssen
  - bei Ehrwald nach Garmisch-Partenkirchen
  - bei Scharnitz nach Mittenwald
  - durch das Achental und über den Achenpass nach Tegernsee
  - bei Kufstein nach Kiefersfelden
  - bei Niederndorf nach Oberaudorf sowie nach Aschau im Chiemgau
  - bei Kössen nach Schleching sowie nach Reit im Winkl
- nach Italien
  - durch das Obere Gericht im oberen Inntal und über den Reschenpass nach Schlanders und weiter nach Meran
  - durch das Ötztal und über das Timmelsjoch (Wintersperre) nach St. Leonhard in Passeier und weiter nach Meran
  - durch das Wipptal und über den Brennerpass nach Sterzing
  - von Sillian nach Innichen
- in die Schweiz
  - durch das Obere Gericht im oberen Inntal nach Scuol im Engadin

#### Schienenverkehr

##### Heutiges Angebot
Die Nord-Süd-Verbindung von München nach Verona führt bei Kufstein auf Tiroler Boden, dann nach Innsbruck und als Brennerbahn auf den Brennerpass, wo sie das Land wieder in Richtung Italien verlässt. Seit 1994 steht für den Güterverkehr die Umfahrung Innsbruck zur Verfügung, wodurch die Landeshauptstadt Innsbruck sowie die Stadt Hall von einem Großteil des Gütertransitverkehrs umfahren werden könnte.
Die Ost-West-Verbindung von Wien über Linz und Salzburg (die „österreichische Westbahn“) führt als Unterinntalbahn in zwei Varianten durch Tirol:
- Die kürzere und schnellere Variante führt von Salzburg über Rosenheim bis Kufstein ohne Halt durch Deutschland,
- die längere und einzige innerösterreichische Strecke führt als Salzburg-Tiroler-Bahn oder „Giselabahn“ von Salzburg über Schwarzach/St. Veit, erreicht bei Hochfilzen Tirol und führt über St. Johann in Tirol und Kitzbühel bis nach Wörgl, um im Wörgler Hauptbahnhof auf die Unterinntalbahn zu treffen. Diese führt weiter durch das Inntal nach Innsbruck und dann als Arlbergbahn über den Arlberg nach Feldkirch in Vorarlberg, wo sich die Strecke in Richtung Bregenz und in Richtung Buchs (Schweiz) teilt.

Täglich zweimal gab es bis 2013 durchgehende Züge von Innsbruck in Nordtirol nach Lienz in Osttirol. Diese Züge benutzten die Strecke durch Südtirol und hielten auch auf italienischem Staatsgebiet an allen Stationen. Die Strecke führt zunächst in südlicher Richtung über den Brennerpass bis Franzensfeste und zweigt dort nach Osten von der Brennerbahn ab, bis sie hinter Innichen bei Weitlanbrunn wieder auf österreichisches Gebiet trifft. Am 14. Dezember 2013 wurde diese Direktverbindung eingestellt; seit 15. Dezember 2013 verkehrt nun ein Doppelstockbus von Lienz nach Innsbruck und zurück, daher gibt es in Südtirol auch keine Zustiegsmöglichkeit mehr.
Daneben gibt es noch weniger befahrene internationale Eisenbahnverbindungen: die Mittenwaldbahn führt von Innsbruck über Seefeld und Mittenwald nach Garmisch-Partenkirchen; von dort die Außerfernbahn nach Reutte und weiter nach Kempten (Allgäu).
Tirol besitzt auch ein gutes Verkehrsinfrastruktursystem mit vier weiteren Eisenbahnstrecken im Nahverkehr:
- die Stubaitalbahn der IVB (Linie STB) von Innsbruck nach Fulpmes
- die Innsbrucker Mittelgebirgsbahn der IVB (Linie 6) von Innsbruck nach Innsbruck-Igls
- die Zillertalbahn von Jenbach nach Mayrhofen
- die nur im Sommer verkehrende Achenseebahn ebenfalls von Jenbach aus nach Seespitz

Rückgrat des Nahverkehrs in der Landeshauptstadt ist das im Ausbau befindliche Innsbrucker Straßenbahn- und Stadtbahnsystem, Rückgrat des Regionalverkehrs im Zentralraum die S-Bahn Tirol. Ebenfalls wichtig für den öffentlichen Personenverkehr ist das Regiobusnetz des VVT, welches auch die höher gelegenen Täler erschließt.

##### Erschließungsgeschichte
Die Anbindung Tirols an das Eisenbahnnetz begann mit der am 24. November 1858 von der Nordtiroler Staatsbahn eröffneten Unterinntalbahn von Kufstein nach Innsbruck. Die Brennerbahn wurde von der privaten k.k. Südbahngesellschaft gebaut und ging 1867 in Betrieb. Die erste damals innerösterreichische Verbindung von Wien nach Tirol wurde mit der Fertigstellung der Drautalbahn und der Pustertalbahn im November 1871 geknüpft. Die erste heute noch innerösterreichische Verbindung schuf 1875 die seit 1873 gebaute Salzburg-Tiroler-Bahn.
Die Arlbergbahn nach Westen wurde 1883 bis Landeck in Betrieb genommen, 1884 in ganzer Länge bis Bludenz in Vorarlberg. Die seit 1895 betriebene Außerfernbahn hat seit ihrem Bestehen nur Anschluss an das bayrische Netz (Garmisch und Kempten (Allgäu)). Die 1910 bis 1912 erbaute Mittenwaldbahn ist eine der ersten Normalspurbahnen, die von Anfang an elektrifiziert war.
Die Bildung eines vollwertigen Eisenbahnsystems zur Anbindung der Nebentäler (es existierten z. B. Projekte für die Erschließung des Oberen Gerichtes mit der Reschenbahn, des Ötztales, des Alpbachtales, des Iseltales) wurden durch den Ausbruch des Ersten Weltkrieges vereitelt und danach nicht mehr in Angriff genommen.

## Kunst und Kultur

### Vorgeschichte und Römerzeit
In der Urnenfelderzeit gab es durch den Bergbau zahlreiche Siedlungen. In der Römerzeit blieb die Stadt Aguntum bei Lienz die einzig nennenswerte Ansiedlung.

### Romanik
Aus romanischer Zeit ist vergleichsweise wenig erhalten, da im Gegensatz zu Südtirol viele Kirchen und Burgen später um- oder neugebaut wurden. Beispiele sind die Leonhardkapelle in Nauders und die Nikolauskirche in Matrei in Osttirol. Die Malerei lehnt sich an die byzantinische Strenge an.

### Gotik

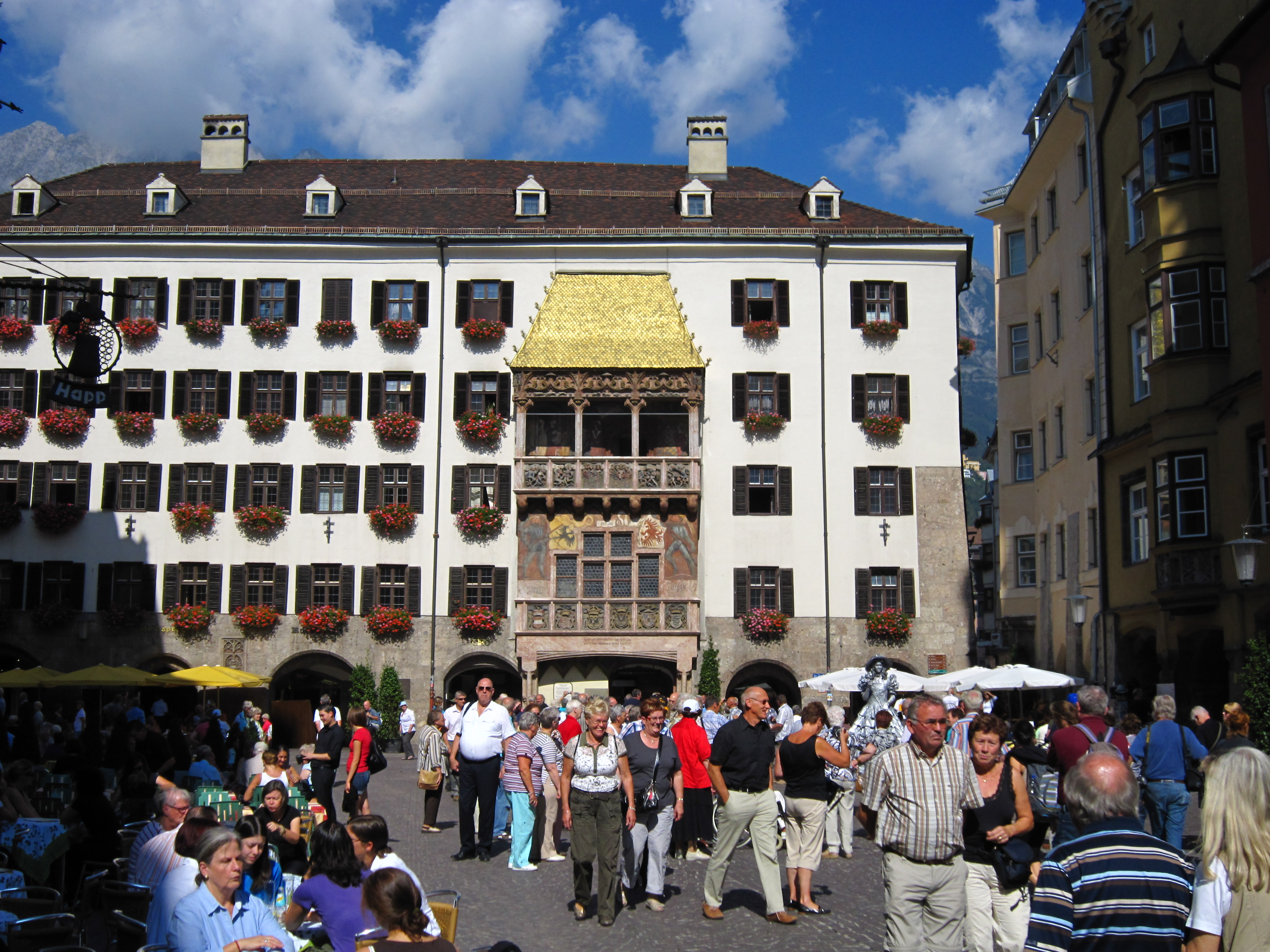
Das „Goldene Dachl“ in Innsbruck

Die Gotik konnte sich in Tirol besonders im 15. Jahrhundert ausbreiten, als durch viele Bergwerke Reichtum ins Land strömte. Vieles konnte spätere Umbauten überstehen, was sich an den spitzen Kirchtürmen zeigt, die auch nach einer Barockisierung meist erhalten blieben. Landeck, Schwaz und Seefeld sind Beispiele dafür. Neben kirchlichen Bauten entstanden weltliche, wie das Rathaus und Burg Hasegg in Hall, Stadtturm und Goldenes Dachl in Innsbruck. Im Inntal entstand der Typus der Inn-Salzach-Stadt, zu sehen etwa in Innsbruck, Hall und Rattenberg.

### Renaissance

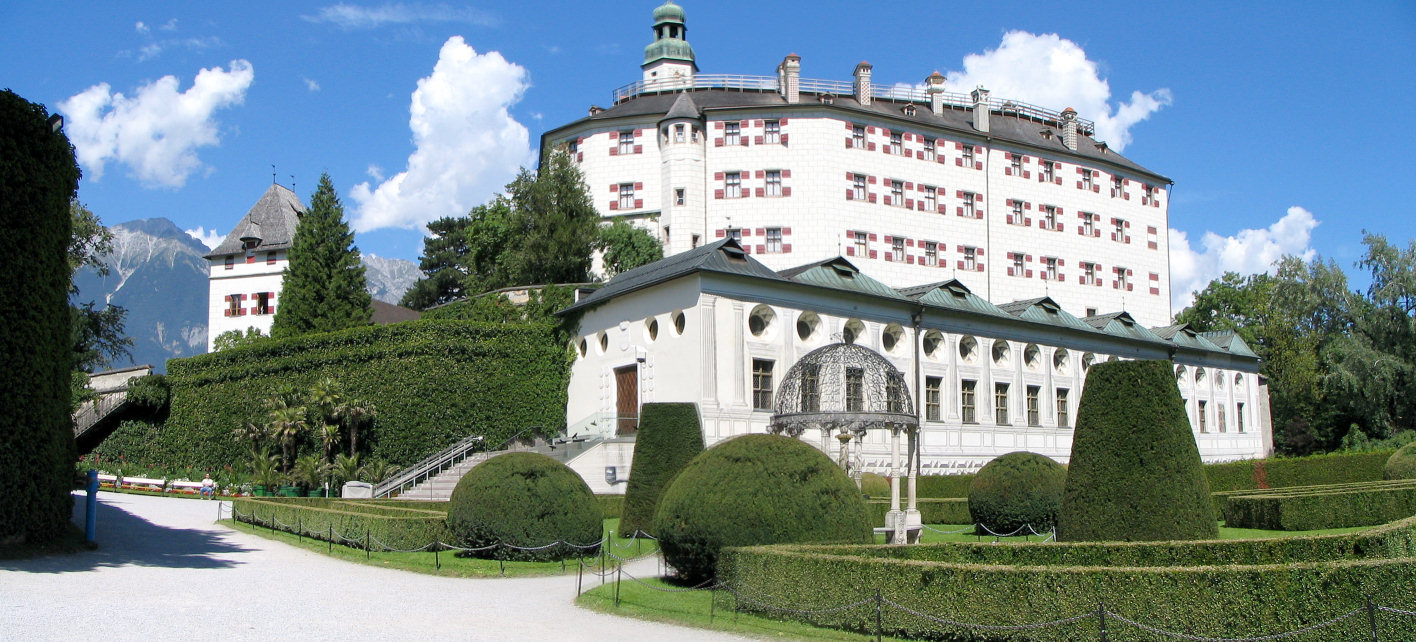
Schloss Ambras

Der Renaissance-Stil fand im Laufe des 16. Jahrhunderts Eingang in Tirol. Es entstanden nur wenige, dafür bedeutende Werke, wie die Schlösser Ambras und Tratzberg und das Grabmal Kaiser Maximilians I. in der Hofkirche. Zahlreiche Häuser der Innsbrucker Altstadt stehen am Übergang von der Gotik zur Renaissance. Der Innsbrucker Raum ist schon seit der Spätgotik ein bedeutendes europäisches Zentrum des Bronzegusses.
Im Oberland finden sich Fassadenmalereien auf Gasthöfen und Bürgerhäusern (z. B. in Oetz, Habichen, Wenns, Kauns, Ladis).

### Barock und Rokoko

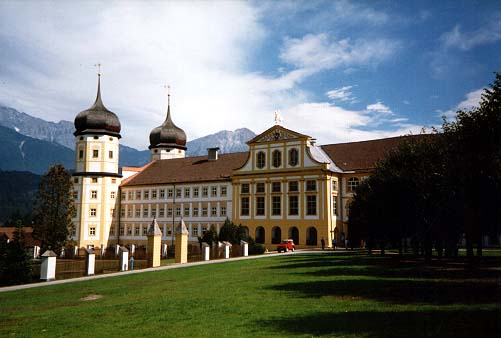
Stift Stams

Die Prachtentfaltung des Barock geht auf die Gegenreformation zurück, erste Verbreitung barocker Formen zeigten sich in Tirol ab etwa 1620.
Die ersten nennenswerten Barockbauten sind die Servitenkirche bei Volders und die Jesuitenkirche in Innsbruck, beide italienisch beeinflusst. Die bedeutende Baumeisterfamilie Gumpp bestimmte über drei Generationen die Architektur Innsbrucks. Georg Anton Gumpp schuf das Landhaus und die Umgestaltung des Stiftes Stams im Oberinntal. Der Innsbrucker Dom stammt vom bedeutenden Füssener Baumeister J. Herkomer. Weitere bedeutende Künstler des Barock sind Jakob Prandtauer (Stift Melk), Paul Troger und die Malerfamilie Zeiller im Außerfern als Vertreter der Lüftlmalerei, einer volkstümlichen Fassadenmalerei.
Im Unterland war die Familie Singer tätig. Franz de Paula Penz wirkte als geistlicher Baudirektor, durch ihn entstanden viele Dorfkirchen südlich von Innsbruck. Sein Hauptwerk ist die Wiltener Basilika, die als ein Höhepunkt des Rokoko gilt. Rokokostuck ziert auch die Fassade des Helblinghauses in Innsbruck.

### 19. Jahrhundert

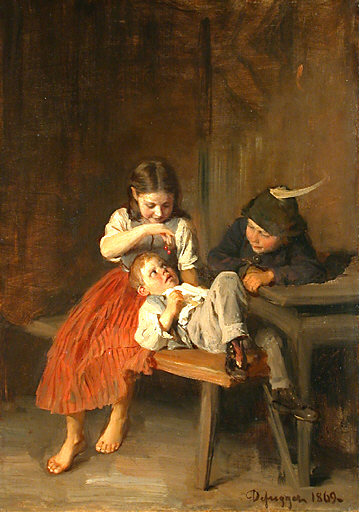
Der Maler Franz von Defregger prägte das künstlerische Bild des tirolerischen Bauernlebens

Ende des 18. Jahrhunderts entstand als Gegenbewegung zum Barock der Klassizismus mit einfacher, streng gegliederter Architektur. In Ansätzen zeigt er sich bei der Kirche von Neustift im Stubaital, deutlicher bei jener von Brixen im Thale. Die Napoleonischen Kriege und die darauffolgende Wirtschaftskrise waren einer weiteren Bautätigkeit abträglich. Die Fassade des Landestheaters in Innsbruck von 1846 weist klassizistische Säulen auf.
Ab der Mitte des 19. Jahrhunderts wurden mehrere Kirchenbauten im Stil des Historismus (Neuromanik und Neugotik) errichtet, so etwa in Telfs, Weerberg, St. Nikolaus. Großflächige Wandmalereien der Kircheninnenräume nahmen den Renaissance-Stil der Nazarener wieder auf.
Der ornamentale Jugendstil an der Jahrhundertwende hinterließ nur wenige Spuren in Tirol. Die bedeutendsten sind in Kufstein zu finden sowie beim Winklerhaus bei der Triumphpforte in Innsbruck.
Literatur und Malerei verzeichneten im 19. Jahrhundert einen Aufschwung. Franz von Defregger und sein Schüler Albin Egger-Lienz prägten mit ihren Genrebildern aus dem Tiroler Bauernleben das Bild von Tirol. Der Geologieprofessor und Geograf Adolf Pichler war zunächst Wissenschaftler, später wurde er zu einem der einflussreichsten Dichter des 19. Jahrhunderts. Mit dem Dramatiker Franz Kranewitter brach die Tiroler Literatur in die Moderne auf.

### 20. Jahrhundert
Albin Egger-Lienz stand am Beginn der Moderne, Alfons Walde nahm seine Motive wieder auf und betätigte sich als Architekt der Hahnenkamm-Seilbahnstationen in Kitzbühel. Einige Werke des Dramatikers Karl Schönherr wurden Welterfolge. 1910 wurde durch Ludwig von Ficker die Literaturzeitschrift Der Brenner gegründet, ein Forum für Kulturkritik. Er war auch Förderer von Georg Trakl.
In der Architektur kam es nach dem Ersten Weltkrieg zu einer Erneuerungsbewegung, getragen vor allem von Clemens Holzmeister und Alois Welzenbacher. Max Weiler sorgte mit seinen Fresken in der Theresienkirche auf der Innsbrucker Hungerburg für einen Skandal. Er gestaltete unter anderem 1954 auch die Wandbilder am Hauptbahnhof, die abgenommen und am Neubau des Hauptbahnhofs 2004 wieder aufgehängt wurden. Paul Flora hatte einen der Karikatur ähnlichen Zeichenstil.
Kritisch mit Tirol und den Auswirkungen des Massentourismus setzen sich Markus Wilhelm, Hans Haid und Felix Mitterer auseinander. Mitterers bekanntestes Werk ist wohl die Fernsehsatire Die Piefke-Saga.

## Flora und Fauna
In Tirol ist Österreichs einziges endemisches Säugetier beheimatet, die Bayerische Kurzohrmaus (Microtus liechtensteini bavaricus).